# Antonio Watson

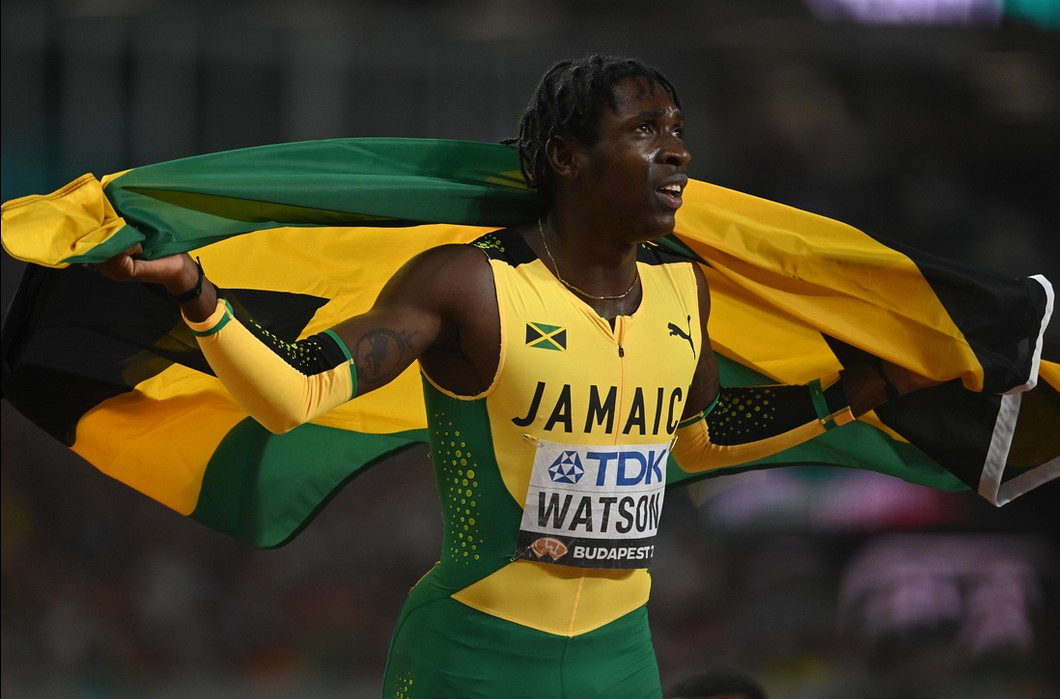
Antonio Watson em 2023

Antonio Watson (Saint Andrew, 14 de setembro de 1992) é um velocista jamaicano, campeão mundial dos 400 metros rasos.